# كم جونغ هن (لاعب كرة قدم)
كم جونغ هن (بالهانغل: 김정훈، وبالهانجا: 金正勳. ولد في 1 سبتمبر 1956 في بيونغيانغ) لاعب كرة قدم كوري شمالي معتزل وحاليا مدرب منتخب كوريا الشمالية .

## روابط خارجية
- كيم جونغ هون على موقع الاتحاد الدولي (مؤرشف)  (الإنجليزية)
- كيم جونغ هون على موقع قاعدة بيانات كرة القدم.إي يو (الإنجليزية)
- كيم جونغ هون على موقع ناشيونال فوتبول تيمز (الإنجليزية)